# Stefano Cattai
Stefano Cattai (Portogruaro, província de Venècia, 29 de novembre de 1967) va ser un ciclista italià que fou professional entre 1990 i 2001.

## Palmarès
- 1989
  - 1r a la Milà-Rapallo

### Resultats al Giro d'Itàlia
- 1990. 66è de la classificació general
- 1992. 133è de la classificació general
- 1995. 17è de la classificació general
- 1996. Abandona
- 1998. 67è de la classificació general
- 2000. 41è de la classificació general
- 2001. 67è de la classificació general

### Resultats a la Volta a Espanya
- 1994. 89è de la classificació general
- 1999. 51è de la classificació general

### Resultats al Tour de França
- 1996. 22è de la classificació general
- 1999. 66è de la classificació general